# Jenia Grebennikov
Pour les articles homonymes, voir Grebennikov.
Jenia Grebennikov, né le 13 août 1990 à Rennes (Ille-et-Vilaine), est un joueur international français de volley-ball évoluant au poste de libero au Zenith Saint Pétersbourg.
Grebennikov débute en Ligue A française à  Rennes de 2008 à 2013. Il rejoint la Bundesliga et Friedrichshafen de 2013 à 2015 puis et la Liga italienne à Civitanova de 2015 à 2018, Trente de 2018 à 2020, et Modène en 2020-2021. Il découvre ensuite la Russie avec le Zenith Saint-Pétersbourg. En août 2021, Il est le libéro de l'équipe de France championne olympique aux Jeux de Tokyo 2020, en battant les joueurs russes 3 sets à 2 en finale. Il fait par ailleurs partie de l'équipe-type de ce tournoi accompagné dans ce sept-majeur mondial par ses coéquipiers Earvin Ngapeth et Barthélémy Chinenyeze. Il remporte un deuxième titre olympique avec l'équipe de France lors des Jeux de Paris 2024. 

## Biographie

### Enfance et formation rennaises
Jenia Grebennikov est le fils de Boris Grebennikov, ancien international de volley en URSS puis entraîneur de Rennes, et d'une entraîneuse de volley, Tatiana. Ses parents sont originaires du Kazakhstan, ancienne république de l'ex-Union soviétique. Enfant, Jenia joue avec son grand frère Stanislas ou seul avec un ballon de baudruche dans le salon familial. 
Jenia pratique le hockey sur glace, sport national en Russie, et s'imagine devenir professionnel. En parallèle, il découvre le volley-ball au Cercle Paul Bert à Rennes, à neuf ans. L'année suivante, il intègre le Rennes EC et y reste plusieurs années, alternant hockey et volley chaque semaine. À l'aise techniquement, Yann Ruault, l’un de ses premiers entraîneurs entre dix et douze ans, se souvient : « Il était déjà un cran au-dessus. Il était toujours surclassé, et jouait ainsi avec des garçons plus âgés que lui. Il marchait au défi, et détestait quand il n’était pas le meilleur. » Jenia étudie au collège et lycée de l'Assomption à Rennes.
À quinze ans, son père est nommé entraîneur du Rennes Volley 35 et lui demande de choisir un sport. Le fils opte pour le volley,. « C'était le plus simple pour devenir pro », assure le joueur que son père installe au poste de libéro à cause de sa taille.

### Début professionnel au Rennes V35 (2008-2013)
En 2008, Jenia débute au RV35, club professionnel de la capitale bretonne. À 18 ans, il connaît ses premières titularisations au poste de libero avec Rennes mais il lui faut près de deux ans pour s’adapter et apprécier ce rôle. 
Au terme de la saison 2010-2011, pour son troisième exercice professionnel, Jenia est élu révélation et meilleur libero du championnat de France. 
En 2011-2012, il remporte la Coupe de France, son premier titre, avec l'équipe rennaise. En parallèle il conserve sa distinction de meilleur libero de Ligue A et en est, de plus, élu meilleur joueur. 
Lors de l’été 2013, après cinq ans sous la direction de son père à Rennes et plusieurs places finales dans le ventre mou du championnat de France, Jenia Grebennikov décide d’exporter son talent en Allemagne, à Friedrichshafen.

### Départ en Allemagne (2013-2015)
Lors de l’été 2013, Jenia Grebennikov s'engage  pour une saison avec le club allemand du VfB Friedrichshafen qualifié pour la prochaine Ligue des champions. Au terme de l'exercice, Jenia résume : « j’avais besoin de changement, de découvrir d’autres méthodes. J’ai beaucoup progressé physiquement, mais aussi tactiquement avec un énorme travail à la vidéo pour analyser la manière d’attaquer de mes adversaires. (...) J’ai gagné en maturité en Allemagne ». Il est finaliste du championnat d'Allemagne 2013-2014 avec son équipe. 
En fin de saison 2014-2015, le VfB et son libero français réalisent le doublé allemand coupe-championnat. Jenia évolue alors avec les Bleus Baptiste Geiler, capitaine de l'équipe allemande, et celui de l’équipe de France, Benjamin Toniutti.

### Niveau international à Lube (2015-2018)
Repéré lors du Mondial 2014 dont il est élu meilleur libero, Jenia est recruté à l'été 2015 par l’un des meilleurs clubs du monde, Lube, basé en Italie à Civitanova. Il succède alors à Jean-François Exiga (2011-2012) et Hubert Henno (2012-2015), eux-mêmes anciens liberos de l’équipe de France,. Sa première saison, l'équipe ne remporte aucun titre. Elle est demi-finaliste du championnat d'Italie et troisième de la Supercoupe nationale. Jenia est élu meilleur libero de la Ligue des champions, dont son équipe se classe à la troisième place. Au finale, son équipe perd en demi-finale de toutes les compétitions : championnat, Ligue des Champions et coupe d'Italie.

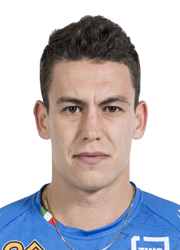
Jenia Grebennikov en octobre 2016.

En 2016-2017, Lube remporte le doublé coupe-championnat d'Italie. Comme l'année précédente, le Français est élu meilleur libero de la compétition européenne, que son club termine sur la troisième match du podium.
En décembre 2017, Jenia et Lube sont finalistes du Championnat du monde des clubs, dont le Français est élu meilleur libero. En fin de saison 2017-2018, Lube perd en finale du championnat contre Pérouse. Durant cet exercice, Jenia et son équipe disputent cinq finales pour autant de défaites : deux contre Kazan (Ligue des champions et Mondial des clubs) et trois contre Pérouse (Championnat, Coupe et Supercoupe d'Italie). Jenia est tout de même élu meilleur libero de la compétition européenne pour la troisième fois consécutive.

### Poursuite à Trentino puis Modène (2018-2021)
En mai 2018, Jenia s'engage avec le club italien de Trentino. Finaliste l'année précédente, Jenia remporte le Championnat du monde des clubs en fin d'année, contre son ancienne équipe de Lube. En mars 2019, le libero français remporte la Coupe de la CEV avec son club de Trente face à Galatasaray.
À l'été 2020, après Lube et deux années à Trente, Jenia s'engage avec un autre cador du Championnat d'Italie pour les trois saisons suivantes : Modène. Il y est entraîné par la légende transalpine Andrea Giani et retrouve le passeur des États-Unis Micah Christenson croisé à la Lube entre 2015 et 2018. Le Français est alors considéré comme le meilleur spécialiste défensif de la planète.

### Départ au Zénith St-Pétersbourg (depuis 2021)
Début juillet 2021, un an après une première rumeur, Jenia Grebennikov quitte Modène pour s'engager trois ans avec le Zénith Saint-Pétersbourg, et une première expérience en Russie.

### En équipe nationale
Le 30 mai 2011, à seulement vingt ans, Jenia Grebennikov commence sa carrière internationale avec l’équipe de France de volley-ball contre l’Italie.

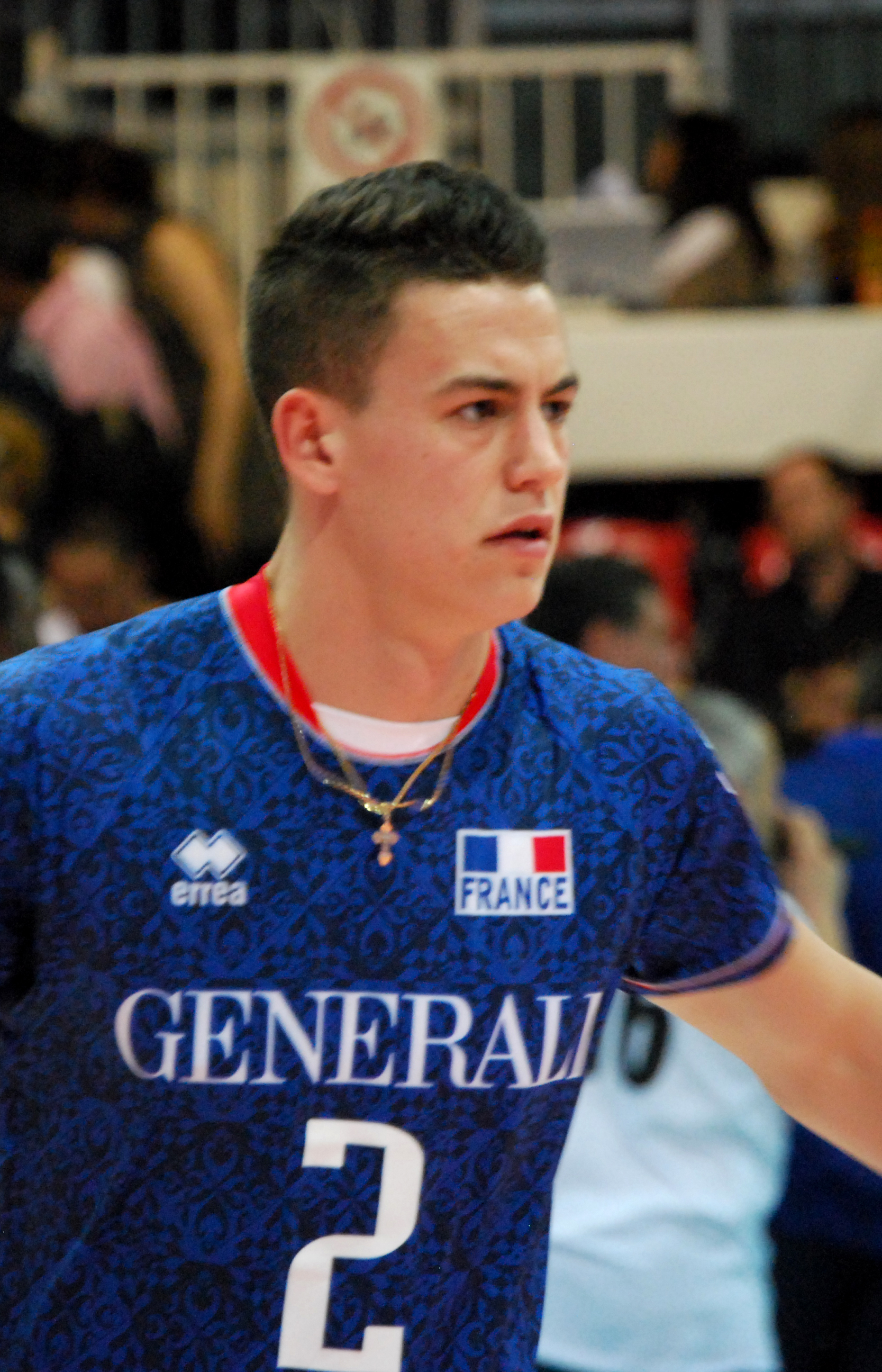
Jenia Grebennikov en juin 2013 avec l'équipe de France.

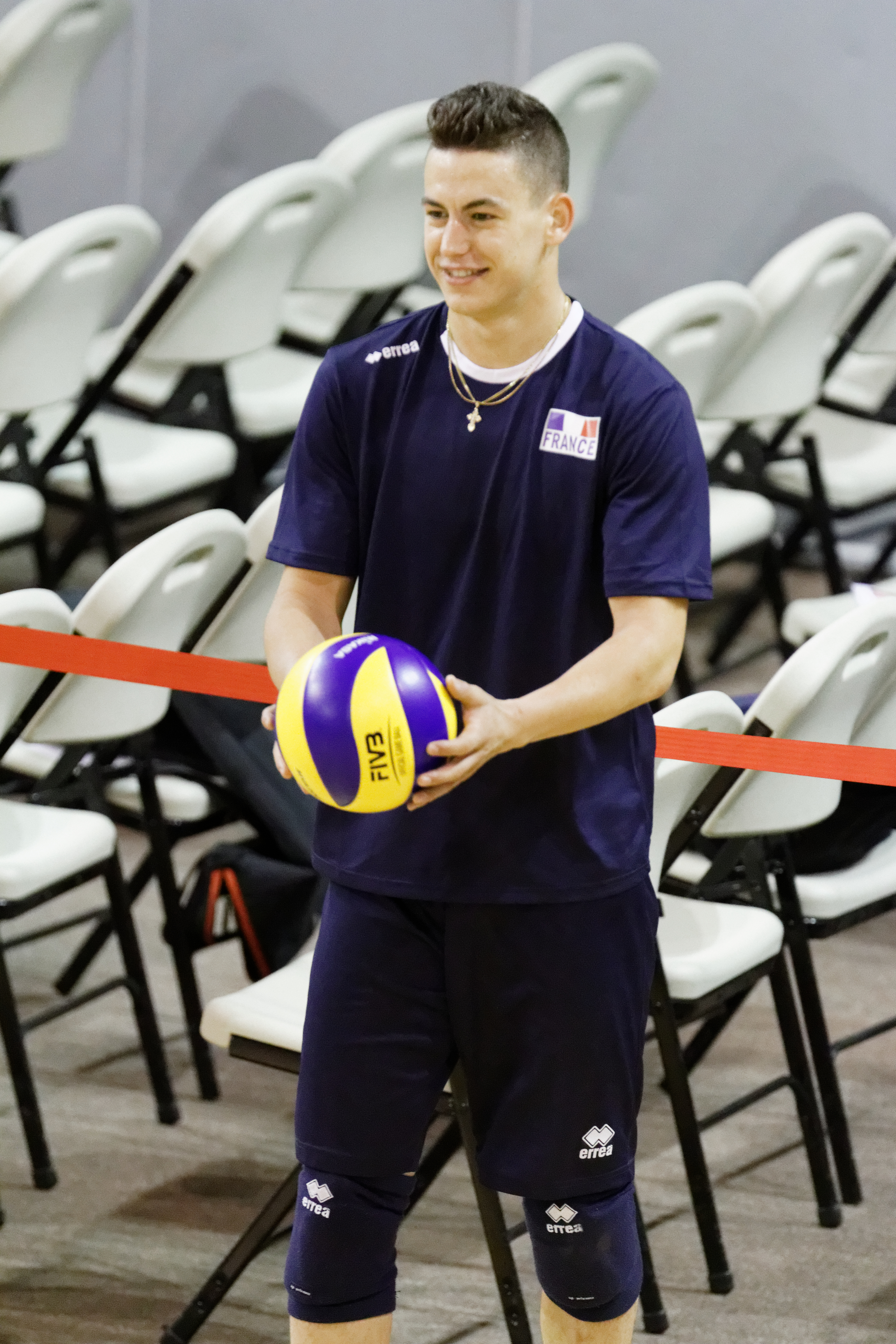
Grebennikov avant le Mondial 2014.

En 2014, lors du Mondial en Pologne, Jenia Grebennikov se blesse à l'auriculaire droit,. « Il était à la perpendiculaire des autres doigts », se souvient le joueur. Malgré la douleur, le joueur se fait remettre le doigt en place avant de reprendre le jeu et gagner le match. À la suite du Championnat du monde 2014, au cours duquel la France se classe quatrième, il est élu meilleur libero de la compétition.
À l'été 2018, l'équipe de France reçoit la phase finale de la nouvelle Ligue des nations à Lille en juillet. Les Bleus perdent en finale contre la Russie. En novembre 2018, à 28 ans, Jenia commence la deuxième phase du Mondial de volley.
En 2019, Jenia Grebennikov est l’un des joueurs majeurs de l’équipe de France. Son sélectionneur Laurent Tillie le considère comme le meilleur libéro du monde.
À l'été 2021, Grebennikov et la France disputent pour la première fois de l’histoire de leur sport, la finale des Jeux olympiques à Tokyo 2020. Le 7 août, Jenia et les Bleus affrontent la Russie, le pays d'origine de ses parents. Les Bleus sont champions olympiques pour la première fois, en s'imposant dans le tie-break du cinquième set (3-2). Il est, en compagnie de ses coéquipiers Earvin Ngapeth et Barthélémy Chinenyeze désigné dans le sept-majeur mondial de ce tournoi.

## Style de jeu

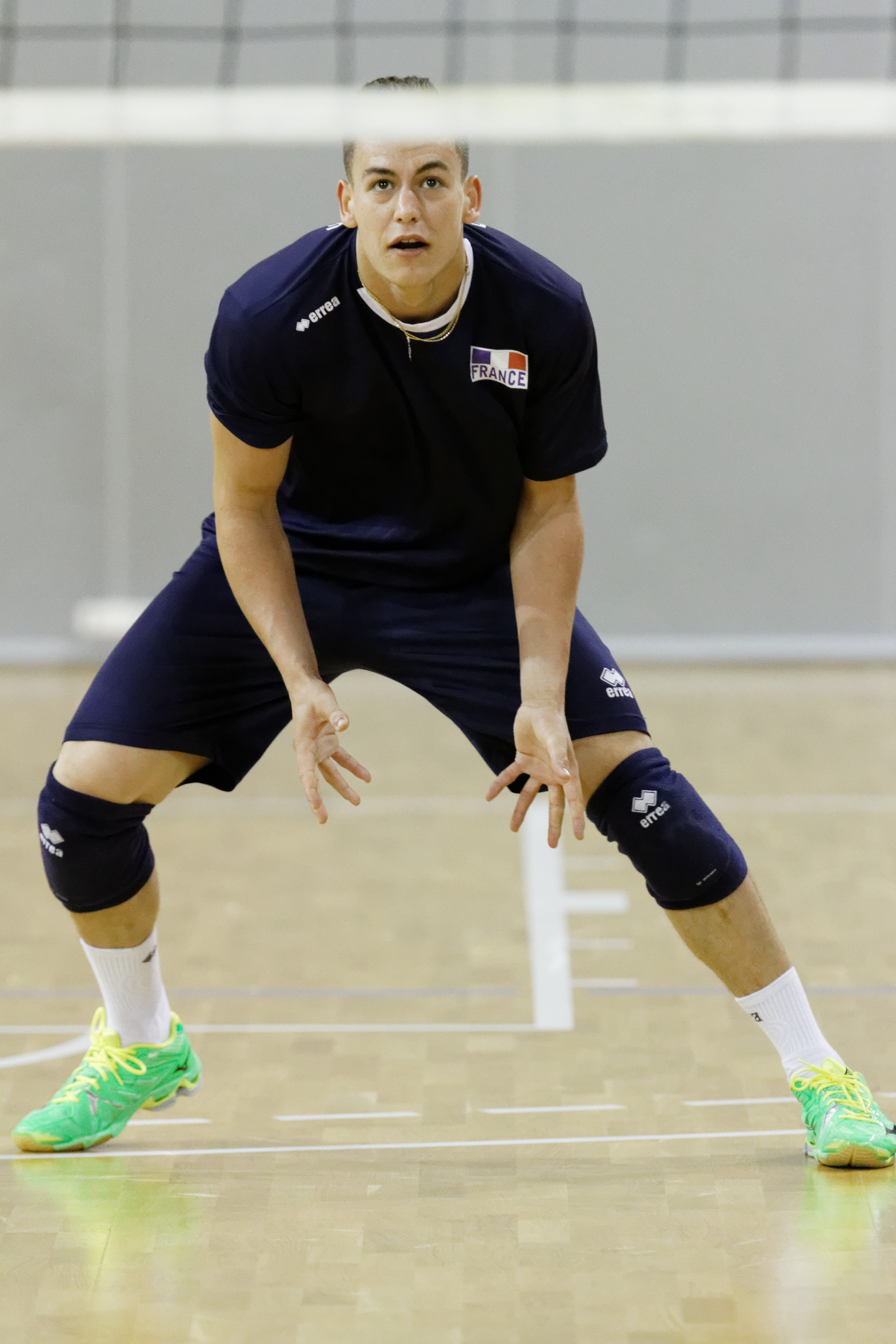
Grebennikov s'entraînant à la réception.

Jenia Grebennikov (1,88 m, 85 kg) évolue au poste de libero, seul joueur de l'équipe interdit d'attaquer et se consacrant aux tâches défensives. Il possède plusieurs points communs avec Hubert Henno, l'un des tout meilleurs libéros du volley mondial des années 2000 : le même poste, le même numéro 2 en équipe de France, un gabarit quasiment identique autour de 1,90 m, des débuts dans le Championnat de France puis une carrière en Italie.
Peu enclin à jouer libero au départ et préférant jouer réceptionneur-attaquant, Jenia Grebennikov est convaincu dans ce rôle par son père lors de leur passage commun au Rennes Volley 35. Jenia se souvient : « Pour moi, c’était très dur car quand j’étais plus jeune, je jouais en attaque et j’aimais cela. Mais un jour, quand j’avais 16 ans, mon père m’a dit : « Jenia, tu n’y arriveras pas en attaque car tu es trop petit et tu ne sautes pas assez haut. Ta seule chance d’être un jour en équipe de France, c’est d’être libéro. » A l’époque, il estimait que je réceptionnais plutôt bien et que j’étais très dynamique, très vif, deux qualités indispensables pour occuper ce poste ».
« Grebe » se fait remarquer pour son côté spectaculaire. Il est capable de sauter dans les tribunes pour récupérer le ballon et n’hésite pas à plonger. Cou, torse ou épaule, il utilise tout ce qu'il peut pour réceptionner.
Il est aujourd'hui[Quand ?] considéré comme le meilleur libéro du monde.
Libero, Jenia Grebennikov a également joué réceptionneur-attaquant durant la saison 2008-2009 à cause de la concurrence au poste de libéro avec Sten Esna. Cela s'est reproduit durant la saison 2016-2017 à cause de la présence de nombreux joueurs étrangers dans l'équipe (en Italie, seulement 4 joueurs étrangers peuvent jouer dans une équipe).

## Palmarès

### Titres et trophées
En équipe de France, le sélectionneur Laurent Tillie s'appuie sur Jenia Grebennikov lors des deux sacres en Ligue mondiale (2015 et 2017) et du titre de champion d'Europe (2015).
En club, Grebennikov décroche quasiment tous les trophées possibles : champion d'Allemagne avec Friedrichschaffen en 2015, d'Italie avec Lube en 2017 et champion du monde des clubs avec Trente en 2019.
| Mondial | Européen | National |
| --- | --- | --- |
| - Ligue mondiale (2) - Vainqueur : 2015, 2017 (France) - Troisième : 2016 (France) - Ligue des nations (1) - Vainqueur : 2024 (France) - Vainqueur : 2022 (France) - Finaliste : 2018 (France) - Jeux olympiques (2) - Vainqueur : 2024 (France) - Vainqueur : 2020 (France) - Championnat du monde des clubs (1) - Vainqueur : 2018 (Trentino) - Finaliste : 2017 (Lube) | - Championnat d'Europe (1) - Vainqueur : 2015 (France) - Ligue des champions - Finaliste : 2018 (Lube) - Troisième : 2016 et 2017 (Lube) | - Coupe de France (1) - Vainqueur : 2012 (Rennes) - Championnat d'Allemagne (1) - Finaliste : 2014 (Friedrichshafen) - Vainqueur : 2015 (Friedrichshafen) - Coupe d'Allemagne (1) - Vainqueur : 2015 (Friedrichshafen) - Championnat d'Italie (1) - Vainqueur : 2017 (Lube) - Finaliste : 2018 (Lube) - Demi-finaliste : 2016 (Lube) - Coupe d'Italie (1) - Vainqueur : 2017 (Lube) - Finaliste : 2018 (Lube) - Supercoupe d'Italie - Finaliste : 2018 (Lube) - Troisième : 2016 (Lube) |

### Distinctions individuelles
Jenia Grebennikov est élu meilleur libero de la planète lors du Championnat du monde 2014.
| Mondial | Européen | National |
| --- | --- | --- |
| - Championnat du monde des clubs (2) - Meilleur libero : 2017 (Lube) et 2018 (Trentino) - Jeux olympiques d'été (1) - Meilleur libero : 2020, 2024 (France) - Championnat du monde (1) - Meilleur libero : 2014 (France) - Ligue mondiale (1) - Meilleur libero : 2016 (France) - Ligue des nations (2) - Meilleur libero : 2018, 2022 (France) | - Ligue des champions (3) - Meilleur libero : 2016, 2017 (Lube) et 2018 (Trentino) - Championnat d'Europe (1) - Meilleur libero : 2015 (France) | - Championnat de France (4) - Meilleur joueur (MVP) : 2012 (Rennes) - Meilleur libero : 2011 et 2012 (Rennes) - Révélation de l'année : 2011 (Rennes) |

## Décorations
- Chevalier de la Légion d'honneur (2021)[20]
- Officier de l'ordre national du Mérite (2024)[21]